# Тихон, Иван Григорьевич
Ива́н Григо́рьевич Ти́хон (бел. Іва́н Рыго́равіч Ці́хан; род. 24 июля 1976, Гловсевичи, Гродненская область) — белорусский метатель молота, двукратный чемпион мира, призёр Олимпийских игр в 2008 и 2016 годах. Заслуженный мастер спорта Республики Беларусь (2004).

## Биография
Окончил Гродненский государственный университет имени Янки Купалы. Аспирант Гродненского государственного университета имени Янки Купалы.
Живёт в городе Гродно.
В 2019 году известные гродненцы и спортсмены, в том числе И. Г. Тихон, пронесли факел с огнём II Европейских игр «Пламя мира» по центральным улицам Гродно.
24 сентября 2020 года избран председателем БФЛА (Белорусская федерация лёгкой атлетики).
Летом 2021 года Иван Тихон был капитаном сборной Беларуси на токийской Олимпиаде.
15 января 2022 года официально объявил о завершении активной спортивной карьеры.

## Спортивные достижения
- Двукратный чемпион мира (Париж-2003, Осака-2007)
- На Олимпиаде в Афинах-2004 — 79 м 81 см. Занял третье место, но получил позднее серебро из-за дисквалификации чемпиона венгра Адриана Аннуша. Через 8 лет, в 2012 году был лишён награды за применение допинга.
- Участник Олимпиады в Пекине 2008 — 81 м 51 см. Занял третье место, но в декабре 2008 года из-за повышенного содержания тестостерона, по решением Международного олимпийского комитета был лишён награды и подвергнут дисквалификации. В июне 2010 года меры были отменены Спортивным арбитражным судом в связи с нарушениями при допинг-контроле. 5 августа 2010 года Ивану Тихону торжественно была возвращена его бронзовая награда пекинской Олимпиады[5].
- Занял 4-е место на Олимпиаде в Сиднее-2000.
- Завоевал серебряную медаль на Олимпиаде в Рио-де-Жанейро 2016 года с результатом 77,79 м.

В июле 2005 года на чемпионате Беларуси в Бресте Тихон метнул молот на 86 м 73 см, что лишь 1 сантиметр уступает мировому рекорду Юрия Седых, установленному в августе (в сентябре составлен протокол) 1986 года.

## Награды и звания
- Заслуженный мастер спорта Республики Беларусь по лёгкой атлетике (2004).
- Книга Славы города Гродно[6]. 29 декабря 2007 года внесён в Книгу Славы г. Гродно за высокие спортивные достижения.
- Орден Отечества I и II степени[7].
- Орден Почёта (2017)[8].

## Допинговые скандалы
После финала по метанию молота 12 августа 2008 года на летних Олимпийских играх 2008 года, пробы на допинг Ивана Тихона, и его соотечественника Вадима Девятовского дали положительный результат на аномальный уровень тестостерона. Оба мужчины были лишены медалей Международным олимпийским комитетом и подали апелляцию в Спортивный арбитражный суд (CAS). Если бы суд отклонил их апелляцию, Тихон получил бы двухлетнюю дисквалификацию и был бы лишен права участвовать в Летних Олимпийских играх 2012 года в Лондоне. Однако в июне 2010 года CAS вынес решение в его пользу, и из-за расхождений в тестах на наркотики, и ему была возвращена бронзовая медаль ОИ 2008. В CAS заявили, что с него не сняты подозрения, и настаивали на том, что приговор «не следует толковать как оправдание».
В мае 2012 года запрещенные вещества были обнаружены в образцах Тихона, взятых на летних Олимпийских играх 2004, после повторного тестирования, впоследствии он был отстранен от участия в Летних играх 2012, а позже он был дисквалифицирован решением МОК.
В апреле 2014 года, после допинговых санкций против Ивана Тихона, о которых было объявлено в информационном бюллетене ИААФ в марте 2014 года, ИААФ подтвердила период аннулирования всех его результатов с 22 августа 2004 года по 21 августа 2006 года.

## Политические взгляды
Подписал открытое письмо спортивных деятелей страны, выступающих за действующую власть Беларуси после жестких подавлений протестов в 2020 году.